# Kőszeghegyalja
Kőszeghegyalja (németül: Günser Hügelland) az Alpokalja egyik kistája.

## Határai
Természetföldrajzi határainak megvonása nem egyértelmű a földrajzi szakirodalomban.
A 2010-ben megjelent, akadémiai hátterű Magyarország kistájainak katasztere praktikus okokból Vas-hegy és Kőszeghegyalja megnevezéssel együtt tárgyalja a Hajdú-Moharos József nevéhez kötődő tájbeosztásban elkülönülő Vas-hegy rögjével, a kistáj keleti határait pedig a Répce- és a Gyöngyös-völgyben jelöli meg, azaz a Kőszeg és Csepreg közötti, Nemescsótól északra elterülő fennsíki részt, a Répce–Gyöngyös vízválasztó hátságot is ide sorolja. 
- A kistáj kataszter szerint a magyarországi részét tekintve 176 km²-es területű kistáj a Kőszegi-hegység déli-délkeleti fekvésű, gyengén tagolt fennsíkos hegylábfelszíne. Észak-északnyugatról a Kőszegi-hegység, északkeletről a Pulyai-medence, keletről a Vas–Soproni-síkság kistájai, a Répce-sík és a Gyöngyös-sík, délről a Pinka-sík és a Vas-hegy rögje, nyugatról pedig a Felső-Őrség határolja.
- A tágabb földrajzi kontextusba helyezett Hajdú-Moharos-féle tájbeosztás szerint viszont a kistájat a Gyöngyös-völgy határolja keletről, azaz csupán a Kőszegi-hegység déli hegylábfelszínét definiálja Kőszeghegyaljaként.
- A Vas vármegyében elterjedt szóhasználat szerint Kőszeghegyalja öt községet foglal magában: Bozsok, Velem, Kőszegszerdahely, Cák és Kőszegdoroszló. Ez a szóhasználat a Hajdú-Moharos-féle tájbeosztással van összhangban.

Ez a szócikk alapvetően a Magyarország kistájainak katasztere című kiadvány adataira épül.

## Földtan és domborzat
A fennsík medencealjzatát a Kőszegi-hegységre is jellemző, jura és alsó kréta kori metamorfitösszlet építi fel. Erre pannon és pleisztocén kori üledék, a Kőszegi-hegységből szállított durva kvarckavicshordalék, illetve a Gyöngyös-sík felőli keleti peremvidéken a Gyöngyös jégkorszaki vályoggal kevert pleisztocén kavicstakarója települt. A kistáj északkeleti részét alkotó Répce–Gyöngyös vízválasztó hátság medencealjzatára jellemzően löszös üledékek rakódtak.
A dél-délkeleti irányban enyhe lejtésű Kőszeghegyalja felszíne tagolatlan, csupán néhány kisebb eróziós-deráziós völgy, valamint a Répce–Gyöngyös vízválasztó hátságot lemetsző Gyöngyös-völgy, illetve a Vas-hegyet eltagoló Pinka szabdalja a felszínt. Legalacsonyabb pontja északkeleten, Csepregtől nyugatra található (195 m), legmagasabb pontja pedig a Vas-hegy (415 m). A Kőszeghegyalja északkeleti része a Répce, középső területe a Gyöngyös és a Perint, nyugati vidéke pedig a Pinka vízgyűjtő területe. A Kőszegi-hegységből lefutó további kisebb vízfolyások az Ablánc-patak, a Zsidányi-patak, a Borzó-patak, a Bozsoki-patak, a Sorok, a Nyeste-patak és a Szünösei-patak. Forrásokban nem bővelkedő terület, csupán az északkeleti területeken fakad néhány nagyobb vízhozamú forrás, például a németzsidányi Foglalt-forrás (35 l/min) és a Vízmosás-forrás (16 l/min). A Kőszeghegyalja egyetlen állóvize a tömördi Nagy-tó (4,5 ha).

## Éghajlat
Mérsékelten hűvös terület, a hőmérséklet évi átlaga 8,8–9,0 °C között alakul, a Vas-hegy irányában egyre alacsonyabb átlaghőmérséklet a jellemző. Az évi napfénytartam ehhez viszonyítva relatíve magas, 1820–1850 óra közé esik. Mérsékelten nedves kistájaink közé tartozik, az évi csapadékmennyiség 680–720 mm közötti, a legtöbb egynapi csapadékot Kőszegen mérték (116 mm). A Kőszegi-hegység szélárnyékában elterülő fennsík uralkodó széliránya az északi.

## Talaj és növényzet
A Kőszeghegyalja uralkodó talajtípusa az agyagbemosódásos barna erdőtalaj, amely az összterület 91%-át borítja. A kistájra hulló csapadék jelentős mértékben kilúgozta ezt a talajtípust, így erősen savanyú, gyenge termékenységű terület. A Nemescsótól északra elterülő Répce–Gyöngyös vízválasztó hátság löszös üledékeire kedvező vízgazdálkodású és termékeny barnaföldek rétegződtek (7%), emellett a Gyöngyös völgyében nyers öntéstalaj (2%) található.
Potenciális erdőterület, természetes erdőtársulásai a foltokban erdeifenyővel elegyes gyertyános-kocsánytalantölgyesek és mészkerülő gyertyános-tölgyesek, amelyeket keleten cseres-kocsánytalantölgyesek, északon kis kiterjedésű bükkösök váltanak fel. A völgyek természetes vegetációját az égerligetek és a ligeterdők jelentik. Napjainkra a szervezett telepítés nyomán meglehetősen elszaporodtak a különféle fenyőfajok, s az egykor nagy területeken folytatott intenzív rétgazdálkodás helyszínei jellegtelen özönfajokkal (juhar, akác stb.) újraerdősültek. Kiterjedt gyepek, magaskórosok, cserjések és franciaperjés rétek is találhatóak a Kőszeghegyalján. Dealpin fajok (hamvas éger, szőrös baraboly, fehér sáfrány stb.) szórványos jelenléte mellett főként a savanyú talajt kedvelő acidofil fajok tenyésznek (dunántúli sás, porosz bordamag, kéklevelű körtike stb.). A kistáj különleges növénytársulásaiként említendőek a Pinka-szurdok vegetációja (csipkeharasztok, erdei csillaghúr stb.), valamint a Kőszeg melletti tőzegmohás lápok és mocsárrétek.
| Területhasznosítás* | Terület    | Területarány |
| ------------------- | ---------- | ------------ |
| Lakott terület      | 727,8 ha   | 4,1%         |
| Szántó              | 8 435,8 ha | 48,0%        |
| Kert                | 691,9 ha   | 3,9%         |
| Szőlő               | 454,4 ha   | 2,6%         |
| Rét, legelő         | 916,4 ha   | 5,2%         |
| Erdő                | 6 250,0 ha | 35,6%        |
| Vízfelszín          | 88,8 ha    | 0,5%         |

* A területhasznosítási adatok a kistáj Magyarországra eső területére vonatkoznak.

## Népesség
A Kőszeghegyalja lakossága 16 566 fő (2001), népsűrűsége megközelíti az országos átlagot (94,1 fő/km²). A népesség eloszlása és a településhálózat ugyanakkor egyenetlen: a lakosság 71%-a a kistáj egyetlen városában, Kőszegen koncentrálódik. Kőszeg keleti előterében, a Perint–Gyöngyösön túli Répce–Gyöngyös vízválasztó hátságon a településhálózat viszonylag sűrű, de  Horvátzsidány (856 fő) és Peresznye (615 fő) kivételével 300-as lélekszám alatti apró- és törpefalvak hálójából áll (Kiszsidány, Kőszegdoroszló, Nemescsó, Ólmod, Tömörd). A kistáj déli, Szombathely vonzáskörzetéhez tartozó vidékének településhálózata ritka, e viszonylag kiterjedt területre mindössze négy, 450–650 lakosú település jut: Bucsu, Felsőcsatár, Narda és Perenye.
A 2001. évi népszámlálás alapján a római katolikus felekezetűek aránya 75,7%, rajtuk kívül számottevő evangélikus (8,3%) és kisszámú református (2,1%) él itt. A magyar nemzetiségű többség részaránya 91,7%-os, rajtuk kívül nagy számban élnek horvátok (6,9%) a területen. Jelentősebb településeik Narda (részarányuk 67%), Horvátzsidány (37%), Peresznye (33%), Ólmod (26%) és Felsőcsatár (23%). A főként Kőszegen koncentrálódó német kisebbség részaránya 1,2%-os.